# Ėl'dor Urazbaev
Ėl'dor Urazbaev (Tashkent, 11 ottobre 1940 – Denver, 21 febbraio 2012) è stato un regista sovietico.

## Filmografia parziale

### Regista
- Frak dlja šalopaja (1979)
- Smotri v oba! (1981)